# Pachycalamus brevis
Pachycalamus brevis is een wormhagedis uit de familie puntstaartwormhagedissen (Trogonophidae).

## Naam en indeling
Pachycalamus brevis werd voor het eerst wetenschappelijk beschreven door Albert Günther in 1881. Het is de enige soort uit het monotypische geslacht Pachycalamus.

## Verspreiding en habitat
De soort komt voor in delen van het Arabisch Schiereiland en leeft endemisch voor in delen van Jemen, maar alleen op het eiland Socotra. De habitat bestaat uit droge tropische en subtropische bossen en scrubland, de hagedis kan worden gevonden in door de mens aangepaste treken zoals plantages en tuinen. De soort is aangetroffen op een hoogte van ongeveer twintig tot 700 meter boven zeeniveau.

## Beschermingsstatus
Door de internationale natuurbeschermingsorganisatie IUCN is de beschermingsstatus 'onzeker' toegewezen (Data Deficient of DD).